# ودي جاكسون
ودي جاكسون (بالإنجليزية: Woody Jackson)‏ هو موسيقي جلسات ‏ وملحن أمريكي، ولد في 10 يونيو 1970 في أويل سيتي في الولايات المتحدة.

## وصلات خارجية
- الموقع الرسمي
- ودي جاكسون على موقع IMDb (الإنجليزية)
- ودي جاكسون على موقع ميوزك برينز (الإنجليزية)
- ودي جاكسون على موقع ديسكوغز (الإنجليزية)
- ودي جاكسون على موقع قاعدة بيانات الفيلم (الإنجليزية)